# Kanadapfeifente

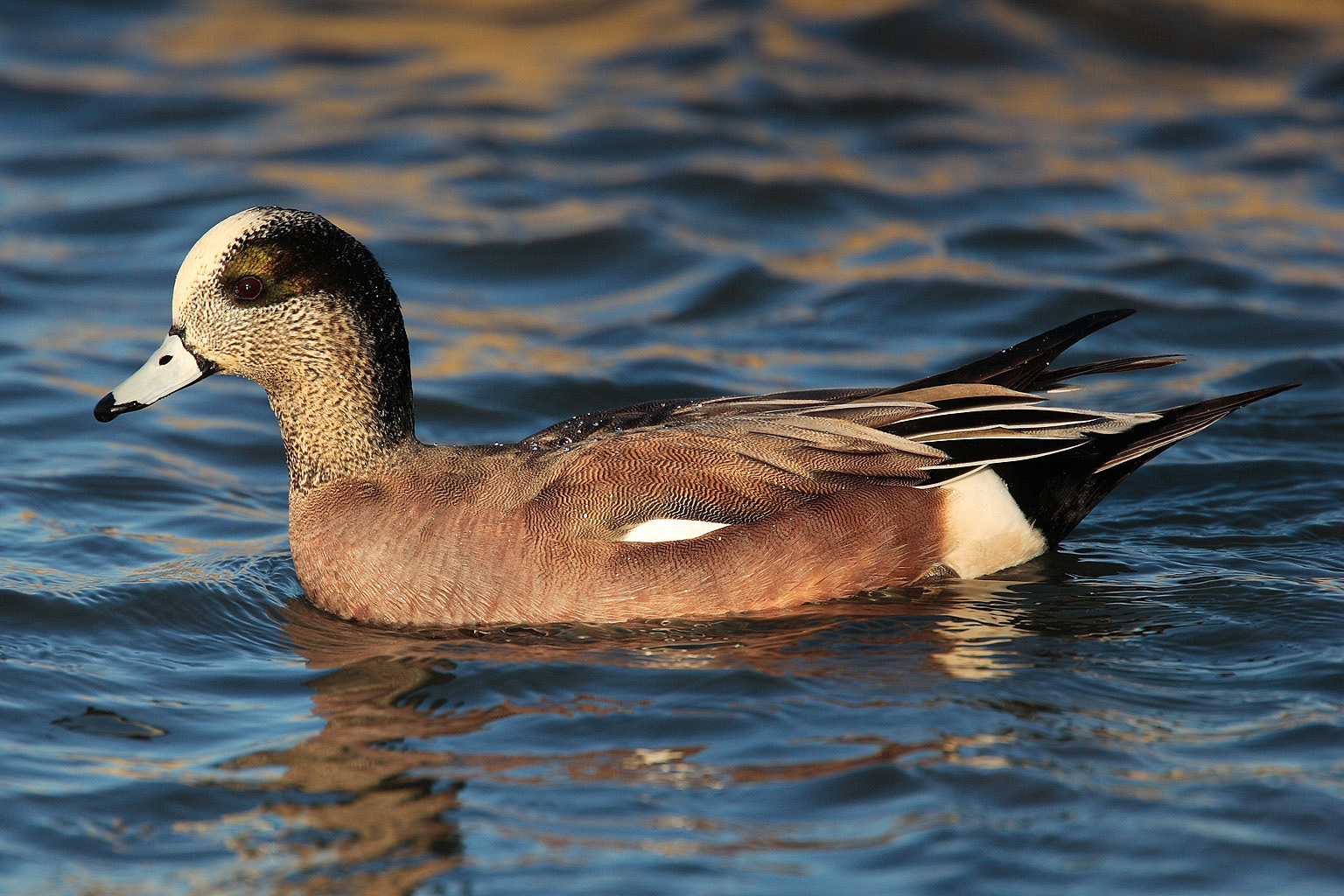
Männchen der Kanadapfeifente im Ruhekleid

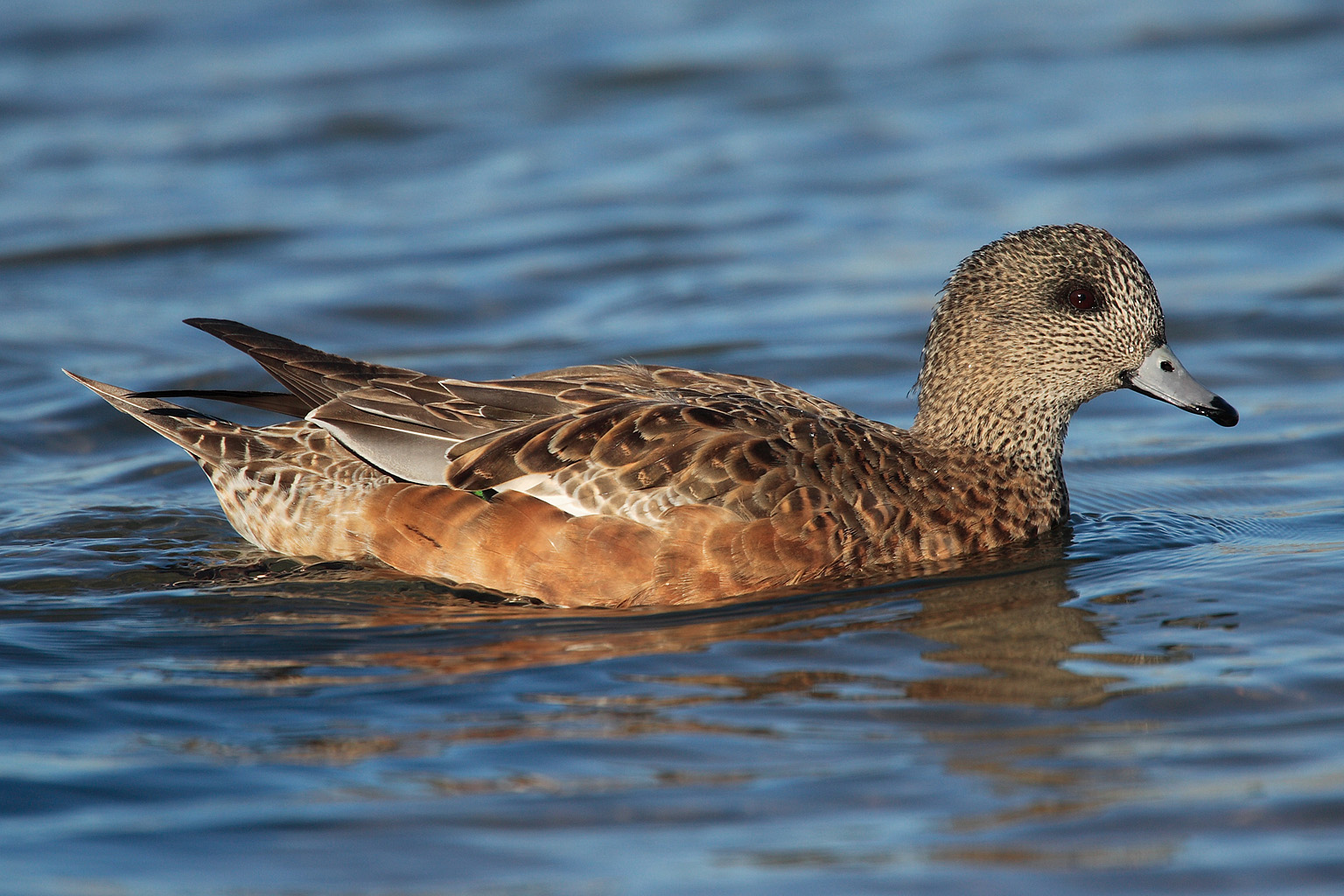
Weibchen

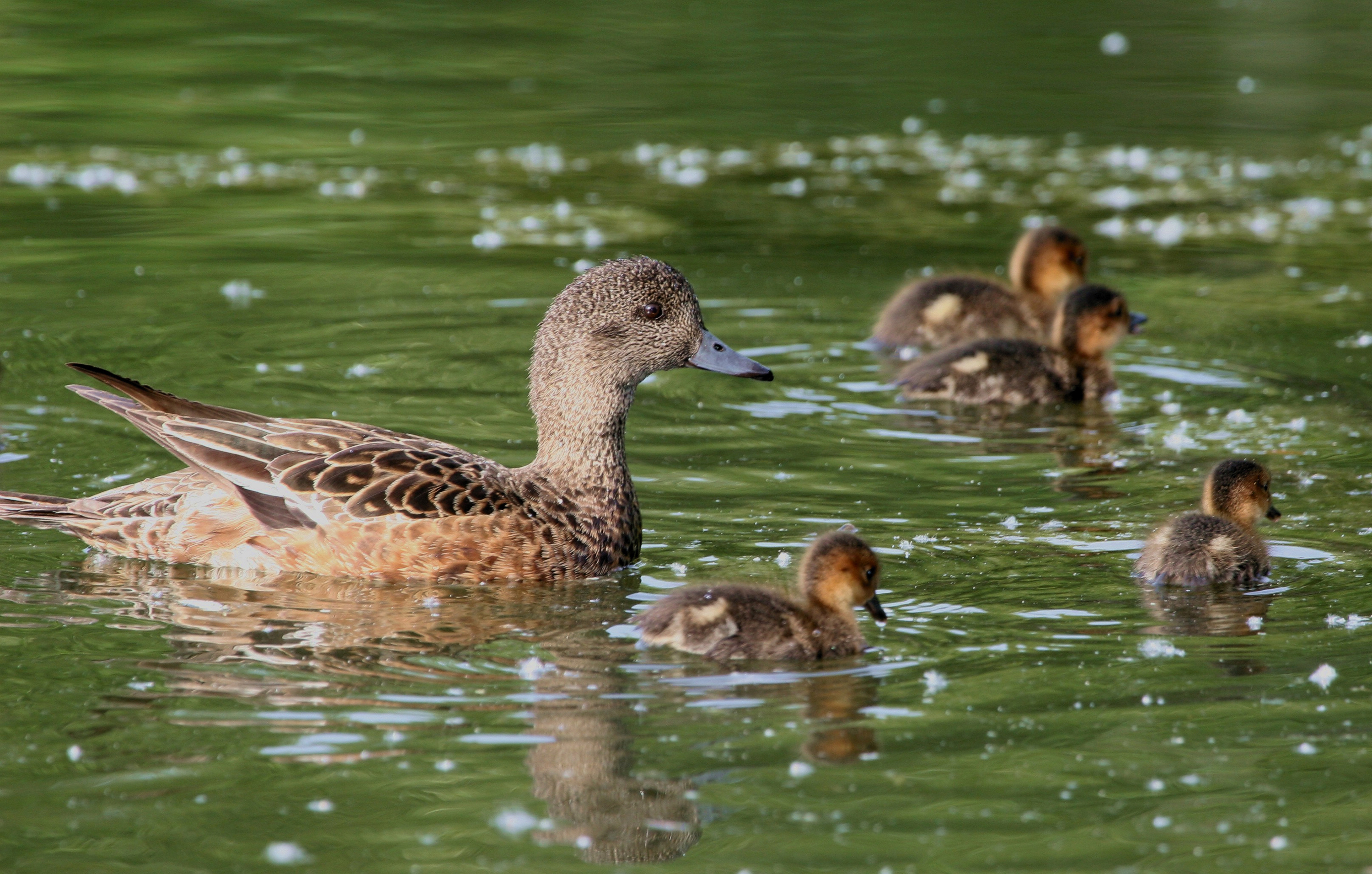
Weibchen mit Jungtieren

Die Kanadapfeifente (Mareca americana, Syn.: Anas americana), auch Nordamerikanische Pfeifente genannt, ist eine im Norden Nordamerikas weit verbreitete Art der Schwimmenten. Ihr Verbreitungsgebiet erstreckt sich von der Mitte Alaskas in einem breiten Streifen über den Norden Kanadas bis zu den südöstlichen Ufern der Großen Seen. Sie brütet außerdem im Westen der Vereinigten Staaten.  Die Kanadapfeifente ist das amerikanische Pendant zur in Eurasien heimischen Pfeifente. Sowohl im Erscheinungsbild als auch in der Lebensweise weisen diese Enten viele Gemeinsamkeiten auf. In ihrem Bestand gilt die Kanadapfeifente als ungefährdet und zählt zu den häufigsten Entenvögeln, die in Nordamerika zu beobachten sind.

## Aussehen
Die Kanadapfeifente erreicht eine Körperlänge von 45 bis 55 Zentimetern. Die Flügelspannweite beträgt 75 bis 90 Zentimeter. Kanadapfeifenten wiegen zwischen 600 und 850 Gramm.
Erpel im Prachtkleid haben eine rosafarbene Brust und ein schwarzes Hinterteil. Das Rumpfgefieder ist rotbraun und geht zum Rücken zunehmend in ein Silbergrau über. Das Rückengefieder ist fein gewellt graubraun. Diese Gefiederfärbung nimmt zu den Flanken hin ab. Die Körperunterseite ist reinweiß. Die Flügel haben einen auffälligen weißen Spiegel, der sowohl in Ruhestellung als auch im Flug zu sehen ist. Der Kopf ist gräulich gefärbt mit einem grünen Streifen, der vom Auge ausgehend bis in den Nacken geht und dort in eine schwarzweißen Sprenkelung ausläuft. Vom Schnabel bis zur Stirn ist der Kopf strohgelb. Der Schwanz weist zwei oder drei verlängerte Federn auf. Im Schlichtkleid, also außerhalb der Brutsaison, ähneln sie den Weibchen.
Die Weibchen sind hellbraun und ähneln damit der weiblichen Stockente. Anhand der Körperform sind sie jedoch von anderen Spezies, mit Ausnahme der Pfeifente, zu unterscheiden. Letztere weist im Vergleich zur weiblichen Amerikanischen Pfeifente einen dunkleren Kopf und graue Flügelunterseiten auf. Insgesamt sind die Weibchen dieser Art etwas grauer gefärbt; ihr Gefieder weist einen violetten Anflug auf.
Der Schnabel ist bei beiden Geschlechtern hell blaugrau mit einer schwarzen Schnabelspitze und einer schwarzen Schnabelbasis. Die Füße sind blaugrau.

## Vorkommen
Die Kanadapfeifente brütet in Kanada und den USA in folgenden Regionen: in Saskatchewan, Alberta, Manitoba, Alaska, den Nordwest-Territorien sowie in der Prärie Pothole Region und an den Großen Seen.
Sie ist ein Zugvogel und überwintert in Texas, Louisiana und an den Küsten des Golfs von Mexiko. Einige Tiere kommen als seltene Irrgäste auch in Westeuropa vor.

## Lebensweise
Die Kanadapfeifente besiedelt offene Feuchtgebiete und ernährt sich gründelnd oder grasend von Pflanzen. Etwa 90 Prozent der Ernährung sind pflanzlich. Zu den bevorzugten Nahrungspflanzen zählt Vallisneria americana, eine Art, die zu den Froschbissgewächsen zählt. Die restlichen 10 Prozent sind Wasserlebewesen, die die Enten mit der pflanzlichen Nahrung aufnehmen. Kanadapfeifenten kann man häufig in Schwärmen von Tauchenten beobachten. Sie stehlen diesen Enten die Wasserpflanzen, die die Tauchenten von ihren Tauchgängen mit an die Wasseroberfläche bringen.
Amerikanische Pfeifenten treffen aus ihren Überwinterungsgebieten ab etwa Mai in den Brutgebieten ein. Die Balz verläuft unauffällig. Das Nest wird vom Weibchen am Boden in Wassernähe gebaut. Bevorzugte Niststandorte sind dichte Ufervegetation oder gut bewachsene Inseln. Das Weibchen legt 6 bis 12 cremefarbene Eier. Der Abstand zwischen der jeweiligen Eiablage beträgt rund 24 Stunden. Brutbeginn ist, wenn das Gelege vollständig ist. Nur das Weibchen brütet und zieht die Küken auch alleine auf. Das Männchen verbleibt bis zum Mauserbeginn in der Nähe des Weibchens. Die Jungvögel sind in der Regel nach 45 bis 63 Tagen flügge.

## Belege